# Òxatres del Pont
Òxatres (en llatí Oxathres, en grec antic Ὀξάθρης Oxáthres) fou un príncep del Pont, fill de Mitridates VI Eupàtor.
Va ser fet presoner en la revolta popular que es va produir a Fanagòria l'any 64 aC i entregat a Gneu Pompeu Magne. Aquest se'l va emportar a Roma on va formar part del seguici de presoners que van desfilar al seu triomf l'any 62 aC, segons diu Apià.